# Rio Maria
Rio Maria este un oraș în Pará (PA), Brazilia.